# Yo Un-hyong
Yo Un-hyong, pseudonim Mongyang (여운형; ur. 25 maja 1886 w Yangpyeong w Gyeonggi, zm. 19 lipca 1947) – koreański działacz na rzecz niepodległości tego kraju, polityk, wiceprezydent krótkotrwałej Koreańskiej Republiki Ludowej w 1945.

## Życiorys
Był synem posiadacza ziemskiego. W 1894, w okresie powstania chłopskiego, jego rodzina przeniosła się do Danyangu, skąd wróciła po dwóch latach. W 1905 jego matka zmarła, rok później to samo stało się z ojcem. W 1907 przyjął chrześcijaństwo. Początkowo pracował jako nauczyciel. W 1914 wyemigrował do Chin. Brał czynny udział w ruchu niepodległościowym. Powróciwszy do kraju w 1929 został uwięziony przez Japończyków. W 1932 wyszedł na wolność. W 1944 założył w konspiracji Koreańską Ligę Niepodległości. Od sierpnia do września 1945 pełnił funkcję przewodniczącego Komitetu Przygotowawczego Niepodległości Korei, a od września 1945 do lutego 1946 – wiceprzewodniczącego KC Koreańskiej Republiki Ludowej, zlikwidowanej, gdy kraj znalazł się pod okupacją amerykańską. W listopadzie 1946 założył Partię Ludową (centrolewica). Został zamordowany przez bojówkarzy skrajnej prawicy.